# Peter Ambler Carruthers
Peter Ambler Carruthers (Lafayette, Indiana, 1935 – Tucson, Arizona, 3 de agosto de 1997) foi um físico estadunidense, conhecido por dirigir o departamento de física teórica do Laboratório Nacional de Los Alamos, entre 1973 e 1980.

## Vida e formação
Peter Carruthers estudou na Universidade Carnegie Mellon, onde concluiu os estudos em 1957. Continuou sua formação académica na Universidade Cornell, onde obteve, em 1961, um PhD em física teórica, orientado por Hans Bethe.

## Carreira
Após obter o seu PhD, Peter permaneceu na Universidade Cornell, onde rapidamente se tornou professor. Enquanto esteve lá, supervisionou estudantes de PhD e pós-doutorado até que em 1973 se afastou da posição e passou a liderar o departamento de física teórica do Laboratório Nacional de Los Alamos. Em seu novo cargo Carruthers conduziu o crescimento do laboratório e desenvolveu um programa internacionalmente renomado focado em pesquisas de base. Ele saiu desta posição em 1980, mas permaneceu em Los Alamos até 1986 se tornando um membro sênior e líder do Grupo de Partículas Elementares e Teoria de Campos. Após isso, se tornou chefe do departamento de física da Universidade do Arizona e diretor do Centro de Estudo de Sistemas Complexos. Além disso, juntamente com Murray Gell-Mann e outros, desempenhou um papel fundamental na criação do Santa Fe Institute.

## Obras
- Hadronic Multiparticle Production (Directions in High Energy Physics, Advanced)
- Lectures on the Many-Electron Problem, R. Brout and P. Carruthers, Interscience Publishers, 1963
- Introduction to Unitary Symmetry, Peter A. Carruthers, Interscience Publishers, 1966